# 大順民族駅
大順民族駅（だいじゅんみんぞくえき）は台湾高雄市三民区湾成里と湾子里にある高雄捷運環状軽軌の駅。駅番号はC26。大順一路と民族一路の交差点に位置する。

## 歴史
- 2018年8月22日 - 駅名決定[1][注 1]。
- 2022年12月12日 - 本駅を含む大順路区間、施工開始[4]。
- 2024年1月1日 - 開業[5]。

## 駅構造
複線軌道の内側に上下線それぞれの単式ホームを配した千鳥式ホーム2面2線の地上駅。ホームは大順二路の中央分離帯にあり、鼎山街との交差点を境にのりばが東西に分かれている。5つの希望を象徴する五福臨門「福・禄・寿・喜・財」のうち、「寿」を表す鶴をモチーフにした装飾が施されたほか、本路線工事に伴い移植されるはずだったが結局保存されたモンキーポッドの街路樹がホーム上でも成長を阻害しないように屋根には穴が開けられている。
|  | RP2q | RP2q | RP2xRP2 | RP2q | RP2q |

| uCONTg@Gq | uSTRq | uSTRgq | uSKRZ-G2q |  | uSTRgq |

| uSTRq | uSTRfq |  | uSKRZ-G2q | uSTRfq | uCONTf@Fq |

| RP2q | RP2q | RP2q | RP2xRP2 | RP2q | RP2q |

|  | RP2q | RP2q | RP2xRP2 | RP2q | RP2q |

| uCONTg@Gq | uSTRq | uSTRgq | uSKRZ-G2q |  | uSTRgq |

| uSTRq | uSTRfq |  | uSKRZ-G2q | uSTRfq | uCONTf@Fq |

| RP2q | RP2q | RP2q | RP2xRP2 | RP2q | RP2q |

## 駅周辺
- 台1線（民族一路）
- 大楽購物中心（中国語版）
- 高雄市公共自転車（中国語版）（YouBike）：大順民族路口、民族聯興路口

## 隣の駅
高雄捷運
■環状軽軌
新上国小駅 C25 - 大順民族駅 C26 - 湾仔内駅 C27

### 註釈
1. ↑  計画時の仮称は「鼎山」で[2]、投票時の候補は「大順鼎山、鼎山街」だった[3]。